# Небесен глобус
Небесният глобус е модел, който показва видимите позиции на звездите в небето. В модела се пропускат Слънцето, Луната и планетите, тъй като позициите на тези тела се различават спрямо тези на звездите, но е посочена еклиптиката, по която се движи Слънцето.
Преди откритието на Коперник от 16-и век, че Слънчевата система е „хелиоцентрична, а не геоцентрична и геостатична“ (че Земята обикаля около Слънцето, а не обратното), „звездите са били често, макар и може би не универсално, възприемани като прикрепени отвътре към куха сфера, затворена и въртяща се около Земята“. Работейки под грешното предположение, че космосът е геоцентричен, гръцкият астроном Птолемей от 2-ри век съставя Алмагеста (математически и астрономически трактат от 2-ри век за очевидните движения на звездите и планетарните пътеки), в който „движенията на планетите могат да бъдат точно представени посредством техники, включващи използването на епицикли, deferents (голямата кръгова орбита, последвана от центъра на малкия епицикъл, в който се е смятало, че се движи планета), eccentrics (при което се замисля движението на планетите като кръгово спрямо точка, изместена от Земята) и екванти (устройство, което има постоянна ъглова скорост на въртене по отношение на точка, изместена от Земята, въведено с цел да се съгласуват планетарните движения с хипотезата за равномерно кръгово движение)“. Водени от тези идеи, астрономите от средновековието, както мюсюлмани, така и християни, създават небесни глобуси, за да „представят в модел устройството и движението на звездите“.
В най-основната си форма небесните глобуси представляват звездите така, сякаш зрителят гледа към небето като към глобус, който заобикаля Земята.